# 1. deild 1978 (Fær Øer)
L'edizione 1978 della 1. deild vide la vittoria finale del HB Tórshavn.
Non ci fu nessuna retrocessione in 2. deild nella stagione 1978 a causa dell'allargamento ad otto squadre della massima divisione dalla stagione successiva.

## Classifica finale
|   | Classifica      | G  | V | N | P | GF | GS | Dif | Pt |
| - | --------------- | -- | - | - | - | -- | -- | --- | -- |
| 1 | HB Tórshavn     | 12 | 8 | 4 | 0 | 25 | 13 | 12  | 20 |
| 2 | TB Tvøroyri     | 12 | 9 | 1 | 2 | 33 | 11 | 22  | 19 |
| 3 | VB Vágur        | 12 | 5 | 3 | 4 | 21 | 22 | -1  | 13 |
| 4 | ÍF Fuglafjørður | 12 | 4 | 3 | 5 | 17 | 15 | 2   | 11 |
| 5 | KÍ Klaksvík     | 12 | 1 | 7 | 4 | 15 | 20 | -5  | 9  |
| 6 | MB Miðvágur     | 12 | 1 | 5 | 6 | 15 | 30 | -15 | 7  |
| 7 | B36 Tórshavn    | 12 | 1 | 3 | 8 | 12 | 27 | -15 | 5  |

G = Partite giocate; V = Vittorie; N = Nulle/Pareggi; P = Perse; GF = Goal fatti; GS = Goal subiti; DIF = Differenza reti, PT = Punti

### Verdetti
- HB Tórshavn campione delle Isole Fær Øer 1978